# Bresnay
Bresnay is een gemeente in het Franse departement Allier (regio Auvergne-Rhône-Alpes) en telt 376 inwoners (1999). De plaats maakt deel uit van het arrondissement Moulins.

## Geografie
De oppervlakte van Bresnay bedraagt 23,2 km², de bevolkingsdichtheid is 16,2 inwoners per km².

## Demografie
Onderstaande figuur toont het verloop van het inwonertal (bron: INSEE-tellingen).
Vanwege een beveiligingsprobleem met de MediaWiki Graph-software is het momenteel niet mogelijk deze grafiek weer te geven. Zodra de software is bijgewerkt zal de grafiek vanzelf weer zichtbaar worden.